# Introducció a la mecànica quàntica
La mecànica quàntica és l'estudi de la matèria i les seves interaccions amb l'energia a escala de partícules atòmiques i subatòmiques. Per contra, la física clàssica explica la matèria i l'energia només a una escala familiar a l'experiència humana, inclòs el comportament dels cossos astronòmics com la Lluna. La física clàssica encara s'utilitza en gran part de la ciència i la tecnologia modernes. Tanmateix, cap a finals del segle XIX, els científics van descobrir fenòmens tant al món gran (macro) com al petit (micro) món que la física clàssica no podia explicar. El desig de resoldre les incoherències entre els fenòmens observats i la teoria clàssica va portar a una revolució en la física, un canvi en el paradigma científic original:  el desenvolupament de la mecànica quàntica.
Molts aspectes de la mecànica quàntica són contraris a la intuïció i poden semblar paradoxals perquè descriuen un comportament força diferent del que es veu a escales més grans. En paraules del físic quàntic Richard Feynman, la mecànica quàntica tracta de "la natura tal com Ella és: absurd". Les característiques de la mecànica quàntica sovint desafien les explicacions senzilles en el llenguatge quotidià. Un exemple d'això és el principi d'incertesa: no es poden combinar mesures precises de posició amb mesures precises de velocitat. Un altre exemple és l'entrellat: una mesura feta en una partícula (com ara un electró que es mesura que té un gir "amunt") es correlacionarà amb una mesura en una segona partícula (es trobarà que un electró té un gir "avall") si les dues partícules tenen una història compartida. Això s'aplicarà encara que sigui impossible que el resultat de la primera mesura s'hagi transmès a la segona partícula abans de la segona mesura.
La mecànica quàntica ens ajuda a entendre la química, perquè explica com els àtoms interactuen entre ells i formen molècules. Molts fenòmens notables es poden explicar mitjançant la mecànica quàntica, com la superfluidesa. Per exemple, si l'heli líquid refredat a una temperatura propera al zero absolut es col·loca en un recipient, flueix espontàniament cap amunt i per la vora del seu recipient; aquest és un efecte que no es pot explicar amb la física clàssica.

### Història
La unificació de James C. Maxwell de les equacions que governen l'electricitat, el magnetisme i la llum a finals del segle xix va donar lloc a experiments sobre la interacció de la llum i la matèria. Alguns d'aquests experiments tenien aspectes que no es podien explicar fins que va sorgir la mecànica quàntica a principis del segle XX.

### Evidència de quanta a partir de l'efecte fotoelèctric
Les llavors de la revolució quàntica apareixen en el descobriment de JJ Thomson el 1897 que els raigs catòdics no eren continus sinó "corpúscles" (electrons). Els electrons havien estat nomenats només sis anys abans com a part de la teoria emergent dels àtoms. El 1900, Max Planck, no convençut per la teoria atòmica, va descobrir que necessitava entitats discretes com àtoms o electrons per explicar la radiació del cos negre.

Intensitat de radiació del cos negre vs color i temperatura. La barra de l'arc de Sant Martí representa la llum visible; Els objectes de 5000 K són "calents" en barrejar diferents colors de llum visible. A la dreta hi ha l'infraroig invisible. La teoria clàssica (corba negra per a 5000 K) no aconsegueix predir els colors; les altres corbes les prediuen correctament les teories quàntiques.

Els objectes molt calents, vermells o blancs, tenen un aspecte semblant quan s'escalfen a la mateixa temperatura. Aquest aspecte resulta d'una corba comuna d'intensitat de llum a diferents freqüències (colors), que s'anomena radiació del cos negre. Els objectes blancs calents tenen intensitat en molts colors en el rang visible. Les freqüències més baixes per sobre dels colors visibles són la llum infraroja, que també emeten calor. Les teories d'ones contínues de la llum i la matèria no poden explicar la corba de radiació del cos negre. Planck va repartir l'energia tèrmica entre "oscil·ladors" individuals de caràcter indefinit però amb capacitat energètica discreta; aquest model explicava la radiació del cos negre.
En aquell moment, els electrons, els àtoms i els oscil·ladors discrets eren idees exòtiques per explicar fenòmens exòtics. Però el 1905 Albert Einstein va proposar que la llum també era corpuscular, que consistia en "quants d'energia", en contradicció amb la ciència establerta de la llum com una ona contínua, que es remuntava cent anys al treball de Thomas Young sobre la difracció.
La proposta revolucionària d'Einstein va començar reanalitzant la teoria del cos negre de Planck, arribant a les mateixes conclusions utilitzant els nous "quants d'energia". Aleshores, Einstein va mostrar com els quants d'energia es connecten a l'electró de Thomson. El 1902, Philipp Lenard va dirigir la llum d'un llum d'arc cap a plaques metàl·liques acabades de netejar allotjades en un tub de vidre evacuat. Va mesurar el corrent elèctric que sortia de la placa metàl·lica, a intensitats més i més baixes de llum i per a diferents metalls. Lenard va demostrar que la quantitat de corrent, el nombre d'electrons, depenia de la intensitat de la llum, però que la velocitat d'aquests electrons no depenia de la intensitat. Aquest és l'efecte fotoelèctric. Les teories d'ones contínues de l'època van predir que més intensitat de llum acceleraria la mateixa quantitat de corrent a una velocitat més alta, contràriament a aquest experiment. Els quants d'energia d'Einstein van explicar l'augment de volum: s'expulsa un electró per cada quàntic: més quants signifiquen més electrons. :23
Aleshores, Einstein va predir que la velocitat dels electrons augmentaria en proporció directa a la freqüència de la llum per sobre d'un valor fix que depenia del metall. Aquí la idea és que l'energia en quanta d'energia depèn de la freqüència de la llum; l'energia transferida a l'electró ve en proporció a la freqüència de la llum. El tipus de metall dóna una barrera, el valor fix, que els electrons han de pujar per sortir dels seus àtoms, per ser emesos des de la superfície metàl·lica i ser mesurats.
Van passar deu anys abans que l'experiment definitiu de Millikan verifiqués la predicció d'Einstein. Durant aquest temps molts científics van rebutjar la idea revolucionària dels quanta. Però el concepte de Planck i Einstein estava a l'aire i aviat va començar a afectar altres físiques i teories quàntiques.

### Quantització dels electrons lligats en àtoms
Els experiments amb llum i matèria a finals del segle XIX van descobrir una regularitat reproduïble però desconcertant. Quan es mostrava la llum a través de gasos purificats, determinades freqüències (colors) no passaven. Aquestes "línies" d'absorció fosca van seguir un patró distintiu: els buits entre les línies van disminuir constantment. El 1889, la fórmula de Rydberg va predir les línies del gas hidrogen utilitzant només un nombre constant i els nombres enters per indexar les línies. :v1:376L'origen d'aquesta regularitat era desconegut. Resoldre aquest misteri es convertiria finalment en el primer pas important cap a la mecànica quàntica.
Al llarg del segle XIX van créixer evidències de la naturalesa atòmica de la matèria. Amb el descobriment de l'electró per part de Thomson el 1897, el científic va començar la recerca d'un model de l'interior de l'àtom. Thomson va proposar electrons negatius nedant en un grup de càrrega positiva. Entre 1908 i 1911, Rutherford va demostrar que la part positiva era només 1/3000 del diàmetre de l'àtom. :26
Es van proposar models d'electrons "planetaris" orbitant un "Sol" nuclear, però no poden explicar per què l'electró no cau simplement a la càrrega positiva. El 1913 Niels Bohr i Ernest Rutherford van connectar els nous models d'àtoms amb el misteri de la fórmula de Rydberg: el radi orbital dels electrons es va restringir i les diferències d'energia resultants coincideixen amb les diferències d'energia de les línies d'absorció. Això significava que l'absorció i emissió de llum dels àtoms es quantificava l'energia: només s'emetien o s'absorbirien energies específiques que coincideixen amb la diferència d'energia orbital. :31
El canvi d'un misteri, el patró habitual de la fórmula de Rydberg, per un altre misteri, les restriccions a les òrbites d'electrons, pot no semblar un gran avenç, però el nou model d'àtoms resumeix moltes altres troballes experimentals. La quantificació de l'efecte fotoelèctric i ara la quantificació de les òrbites d'electrons van establir l'escenari per a la revolució final.
Al llarg de la primera i de l'era moderna de la mecànica quàntica, el concepte que la mecànica clàssica ha de ser vàlid restringeix macroscòpicament possibles models quàntics. Aquest concepte va ser formalitzat per Bohr l'any 1923 com a principi de correspondència. Requereix la teoria quàntica per convergir als límits clàssics. :29Un concepte relacionat és el teorema d'Ehrenfest, que mostra que els valors mitjans obtinguts de la mecànica quàntica (p. ex. posició i moment) obeeixen a les lleis clàssiques.

### Quantificació d'espín

Experiment de Stern–Gerlach : àtoms de plata que viatgen a través d'un camp magnètic no homogeni i es desvien cap amunt o cap avall en funció del seu gir; (1) forn, (2) feix d'àtoms de plata, (3) camp magnètic no homogeni, (4) resultat esperat clàssicament, (5) resultat observat

El 1922 Otto Stern i Walther Gerlach van demostrar que les propietats magnètiques dels àtoms de plata desafien l'explicació clàssica, el treball que va contribuir al Premi Nobel de Física de Stern el 1943. Van disparar un feix d'àtoms de plata a través d'un camp magnètic. Segons la física clàssica, els àtoms haurien d'haver sorgit en un esprai, amb un rang continu de direccions. En canvi, el feix es va separar en dos, i només dos, corrents d'àtoms divergents. A diferència dels altres efectes quàntics coneguts en aquell moment, aquest resultat sorprenent implica l'estat d'un sol àtom. :v2:130El 1927, TE Phipps i JB Taylor van obtenir un efecte similar, però menys pronunciat, utilitzant àtoms d'hidrogen en el seu estat fonamental, eliminant així qualsevol dubte que pogués haver estat causat per l'ús d'àtoms de plata.
L'any 1924, Wolfgang Pauli la va anomenar "doble valor no descriptible clàssicament" i la va associar amb electrons a la capa més externa. Els experiments condueixen a la formulació de la seva teoria descrita com a sorgida del spin de l'electró l'any 1925, per Samuel Goudsmit i George Uhlenbeck, sota el consell de Paul Ehrenfest.

### Quantificació de la matèria

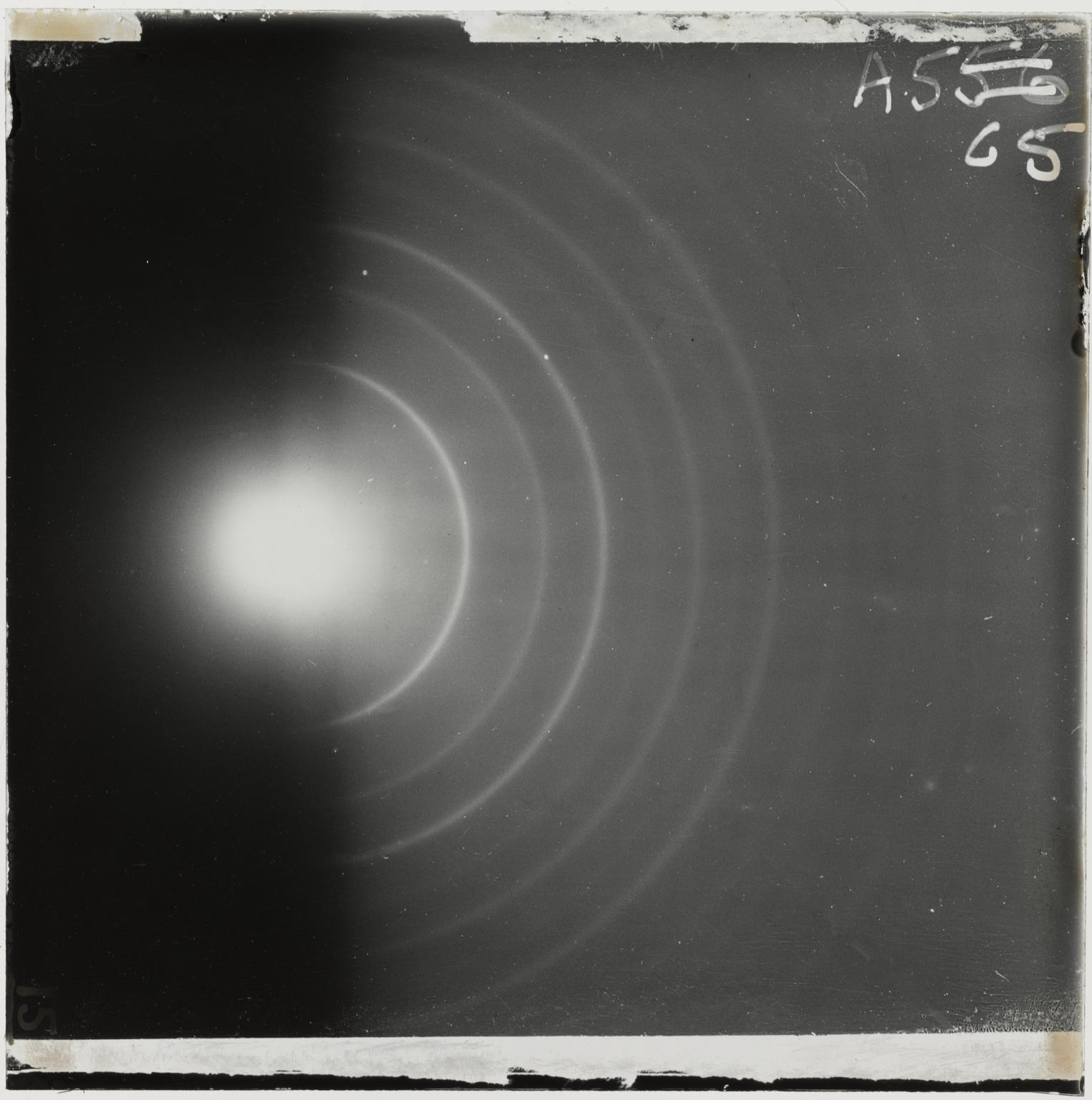
Exemple de fotografia original de difracció d'electrons del laboratori de GP Thomson, gravada entre 1925 i 1927

L'any 1924 Louis de Broglie va proposar que els electrons d'un àtom no estan limitats en "òrbites" sinó com a ones estacionàries. En detall, la seva solució no va funcionar, però la seva hipòtesi, que el "corpúscle" d'electrons es mou a l'àtom com una ona, va estimular Erwin Schrödinger a desenvolupar una equació d'ona per als electrons; quan es va aplicar a l'hidrogen, la fórmula de Rydberg es va reproduir amb precisió. :65
El document de 1924 de Max Born "Zur Quantenmechanik" va ser el primer ús de les paraules "mecànica quàntica" a la impremta. El seu treball posterior va incloure el desenvolupament de models de col·lisió quàntica; en una nota al peu d'un article de 1926 va proposar la regla de Born que connectava models teòrics amb l'experimentació.
El 1927 als laboratoris Bell, Clinton Davisson i Lester Germer van disparar electrons de moviment lent a un objectiu de níquel cristal·lí que mostrava un patró de difracció que indicava la naturalesa ondulatòria de l'electró la teoria del qual va ser explicada completament per Hans Bethe. Un experiment similar de George Paget Thomson i Alexander Reid, disparant electrons a làmines fines de cel·luloide i posteriorment a pel·lícules metàl·liques, observant anells, va descobrir de manera independent la naturalesa d'ona de matèria dels electrons.

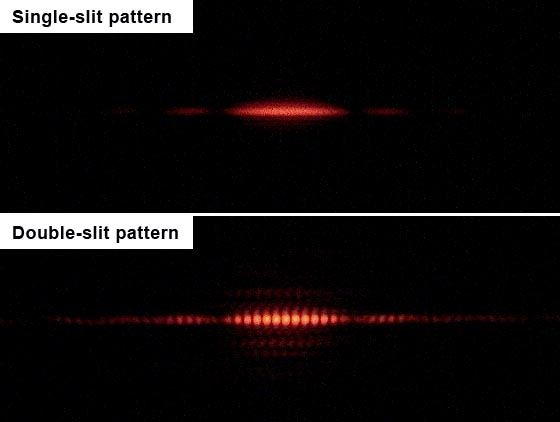
El patró de difracció produït quan la llum passa per una escletxa (superior) i el patró d'interferència produït per dues escletxes (inferior). Tots dos patrons mostren oscil·lacions a causa de la naturalesa ondulatòria de la llum. El patró de doble escletxa és més espectacular.

## Dualitat ona-partícula
El concepte de dualitat ona-partícula diu que ni el concepte clàssic de "partícula" ni d'"ona" poden descriure completament el comportament dels objectes a escala quàntica, ja siguin fotons o matèria. La dualitat ona-partícula és un exemple del principi de complementarietat de la física quàntica. Un exemple elegant de dualitat ona-partícula és l'experiment de doble escletxa.
En l'experiment de doble escletxa, tal com el va realitzar originalment Thomas Young el 1803, i després Augustin Fresnel una dècada més tard, un feix de llum es dirigeix a través de dues escletxes estretes i molt espaiades, produint un patró d'interferència de bandes clares i fosques en una pantalla. El mateix comportament es pot demostrar en les ones d'aigua: l'experiment de doble escletxa es va veure com una demostració de la naturalesa ondulatòria de la llum.
S'han realitzat variacions de l'experiment de doble escletxa utilitzant electrons, àtoms i fins i tot molècules grans, i es veu el mateix tipus de patró d'interferència. Així s'ha demostrat que tota la matèria posseeix característiques ondulatòries.
Si es redueix la intensitat de la font, el mateix patró d'interferència s'acumularà lentament, un "compte" o partícula (per exemple, fotó o electró) a la vegada. El sistema quàntic actua com una ona quan passa per les dobles escletxes, però com una partícula quan es detecta. Aquesta és una característica típica de la complementarietat quàntica: un sistema quàntic actua com una ona en un experiment per mesurar les seves propietats semblants a les ones, i com una partícula en un experiment per mesurar les seves propietats semblants a les partícules. El punt de la pantalla del detector on apareix qualsevol partícula individual és el resultat d'un procés aleatori. Tanmateix, el patró de distribució de moltes partícules individuals imita el patró de difracció produït per les ones.

## Principi d'incertesa

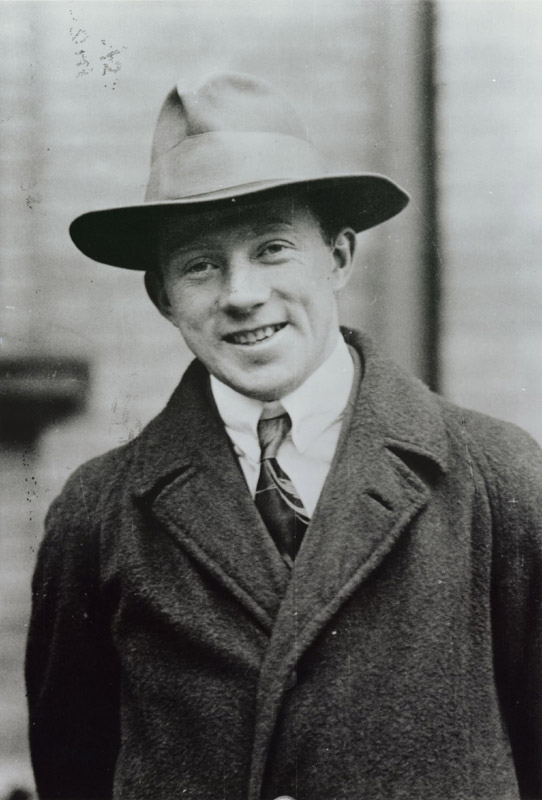
Werner Heisenberg als 26 anys. Heisenberg va guanyar el Premi Nobel de Física l'any 1932 pel treball que va fer a finals dels anys vint.

Suposem que es vol mesurar la posició i la velocitat d'un objecte, per exemple, un cotxe que passa per una trampa de velocitat del radar. Es pot suposar que el cotxe té una posició i una velocitat definides en un moment concret. La precisió amb què es poden mesurar aquests valors depèn de la qualitat de l'equip de mesura. Si es millora la precisió de l'equip de mesura, proporciona un resultat més proper al valor real. Es podria suposar que la velocitat del cotxe i la seva posició es podrien definir operacionalment i mesurar-se simultàniament, amb la precisió que es desitgi.
El 1927, Heisenberg va demostrar que aquesta última suposició no és correcta. La mecànica quàntica mostra que certs parells de propietats físiques, per exemple, la posició i la velocitat, no es poden mesurar simultàniament, ni definir-se en termes operatius, amb precisió arbitrària: com més precisa es mesura una propietat, o es defineix en termes operatius, menys precisament es pot tractar així l'altra. Aquesta afirmació es coneix com a principi d'incertesa. El principi d'incertesa no és només una declaració sobre la precisió del nostre equip de mesura, sinó que, més profundament, es tracta de la naturalesa conceptual de les magnituds mesurades: la suposició que el cotxe tenia la posició i la velocitat definides simultàniament no funciona en mecànica quàntica. A escala de cotxes i persones, aquestes incerteses són insignificants, però quan es tracten amb àtoms i electrons es tornen crítiques.
Heisenberg va donar, com a il·lustració, la mesura de la posició i el moment d'un electró utilitzant un fotó de llum. En mesurar la posició de l'electró, com més gran sigui la freqüència del fotó, més precisa és la mesura de la posició de l'impacte del fotó amb l'electró, però més gran és la pertorbació de l'electró. Això es deu al fet que a partir de l'impacte amb el fotó, l'electró absorbeix una quantitat aleatòria d'energia, fent que la mesura obtinguda del seu moment sigui cada cop més incerta, ja que s'està mesurant necessàriament el seu moment pertorbat després de l'impacte a partir dels productes de la col·lisió i no el seu moment original (l'impuls que s'hauria de mesurar simultàniament amb la posició). Amb un fotó de freqüència més baixa, la pertorbació (i, per tant, la incertesa) en l'impuls és menor, però també ho és la precisió de la mesura de la posició de l'impacte.

## Col·lapse de la funció d'ona
El col·lapse de la funció d'ona significa que una mesura ha forçat o convertit un estat quàntic (probabilístic o potencial) en un valor mesurat definit. Aquest fenomen només es veu a la mecànica quàntica i no a la mecànica clàssica.

## Estats propis i valors propis
A causa del principi d'incertesa, les afirmacions tant sobre la posició com el moment de les partícules només poden assignar una probabilitat que la posició o el moment tingui algun valor numèric. Per tant, cal formular clarament la diferència entre l'estat d'alguna cosa indeterminada, com un electró en un núvol de probabilitat, i l'estat d'alguna cosa que té un valor definit. Quan un objecte definitivament es pot "fixar" en algun aspecte, es diu que posseeix un estat propi.

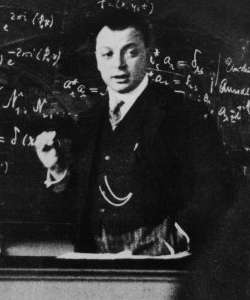
Wolfgang Pauli

## El principi d'exclusió de Pauli
El 1924, Wolfgang Pauli va proposar un nou grau de llibertat quàntic (o nombre quàntic), amb dos valors possibles, per resoldre les inconsistències entre els espectres moleculars observats i les prediccions de la mecànica quàntica. En particular, l'espectre de l'hidrogen atòmic tenia un doblet, o parell de línies que es diferencien en una petita quantitat, on només s'esperava una línia. Pauli va formular el seu principi d'exclusió, afirmant: "No pot existir un àtom en un estat quàntic que dos electrons dins [ell] tinguin el mateix conjunt de nombres quàntics".

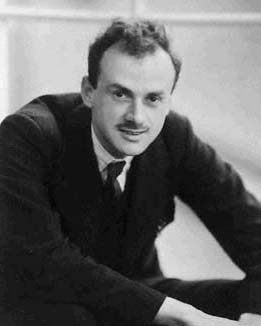
Paul Dirac (1902–1984)

## Equació d'ona de Dirac
El 1928, Paul Dirac va ampliar l'equació de Pauli, que descrivia els electrons giratoris, per tenir en compte la relativitat especial. El resultat va ser una teoria que tractava correctament els esdeveniments, com ara la velocitat a la qual un electró orbita el nucli, que es produeix a una fracció substancial de la velocitat de la llum. Mitjançant l'ús de la interacció electromagnètica més senzilla, Dirac va poder predir el valor del moment magnètic associat amb l'espín de l'electró i va trobar el valor observat experimentalment, que era massa gran per ser el d'una esfera carregada en rotació governada per la física clàssica. Va ser capaç de resoldre les línies espectrals de l'àtom d'hidrogen i de reproduir a partir dels primers principis físics l'exitosa fórmula de Sommerfeld per a l'estructura fina de l'espectre d'hidrogen.

## Enllaçament quàntic
A la física quàntica, un grup de partícules pot interactuar o crear-se juntes de tal manera que l'estat quàntic de cada partícula del grup no es pot descriure independentment de l'estat de les altres, inclòs quan les partícules estan separades per una gran distància. Això es coneix com a enredament quàntic.
Una fita primerenca en l'estudi de l'entrellat va ser la paradoxa d'Einstein–Podolsky–Rosen (EPR), un experiment mental proposat per Albert Einstein, Boris Podolsky i Nathan Rosen que argumenta que la descripció de la realitat física proporcionada per la mecànica quàntica és incompleta. En un article de 1935 titulat "La descripció mecànica quàntica de la realitat física es pot considerar completa?", van defensar l'existència d'"elements de la realitat" que no formaven part de la teoria quàntica i van especular que hauria de ser possible construir una teoria que contingués aquestes variables ocultes.

## Teoria quàntica de camps
La idea de la teoria quàntica de camps va començar a finals de la dècada de 1920 amb el físic britànic Paul Dirac, quan va intentar quantificar l'energia del camp electromagnètic; de la mateixa manera que en la mecànica quàntica es quantificava l'energia d'un electró a l'àtom d'hidrogen. La quantificació és un procediment per construir una teoria quàntica a partir d'una teoria clàssica.

## Aplicacions

### Aplicacions quotidianes
La relació entre la freqüència de la radiació electromagnètica i l'energia de cada fotó és per això que la llum ultraviolada pot causar cremades solars, però la llum visible o infraroja no. Un fotó de llum ultraviolada proporciona una gran quantitat d'energia, suficient per contribuir al dany cel·lular com el que es produeix en una cremada solar. Un fotó de llum infraroja proporciona menys energia, només la suficient per escalfar la pell. Per tant, una làmpada d'infrarojos pot escalfar una superfície gran, potser prou gran com per mantenir la gent còmoda en una habitació freda, però no pot causar cremades solars a ningú.

### Aplicacions tecnològiques
Les aplicacions de la mecànica quàntica inclouen el làser, el transistor, el microscopi electrònic i la imatge per ressonància magnètica. Una classe especial d'aplicacions de la mecànica quàntica està relacionada amb fenòmens quàntics macroscòpics com l'heli superfluid i els superconductors. L'estudi dels semiconductors va portar a la invenció del díode i del transistor, indispensables per a l'electrònica moderna.
Fins i tot en un simple interruptor de llum, el túnel quàntic és absolutament vital, ja que, en cas contrari, els electrons del corrent elèctric no podrien penetrar la barrera de potencial formada per una capa d'òxid. Els xips de memòria flash que es troben a les unitats USB també utilitzen el túnel quàntic per esborrar les seves cèl·lules de memòria.